# Щука (подводная лодка)
«Щука» — российская подводная лодка начала XX века, второй корабль проекта Holland-VIIR (тип «Сом»).

## Постройка
Подводная лодка «Щука» была заложена 10 мая 1904 года на Невском судомеханическом заводе в Санкт-Петербурге и стала первой лодкой постройки этого завода. Спуск на воду состоялся 15 октября 1904 года. В июне 1905 года «Щука» проходила испытания, в том числе 26 июня самостоятельно перешла из пролива Бьеркезунд в Кронштадт (около 75 км), что позволило выявить ряд недостатков и внести улучшения в конструкцию лодок этого типа. 5-7 июля производила учебные атаки судов, стоящих на якоре. В конце июля отправлена по железной дороге во Владивосток. 15 октября 1905 года официально введена в строй во Владивостоке.

## Служба
К 4 ноября 1905 года уже вошла в состав Отряда подводных лодок Владивостокского порта, до конца года несколько раз выходила в дозор к островам Русский и Аскольд.
В течение последующих лет в составе отряда подводных лодок проходила летнюю боевую подготовку в заливе Стрелок, бухта Разбойник, а зимовала — во Владивостоке.
21 ноября 1907 года, во время сильных морозов, «Щука» использовалась для получения опыта подлёдного плавания. После погружения на чистой воде заходила под тонкий лёд, разрезая его перископом. По итогам плаваний сделаны выводы о возможности плавания подо льдом и о некоторых мерах по подготовке подводных лодок к подобным походам.
3 сентября 1908 года во время манёвров «Щука» успешно произвела учебную атаку крейсера «Аскольд».
После начала Первой мировой войны приняла во Владивостоке полные запасы топлива и продовольствия, на лодку были погружены боевые торпеды. В декабре 1914 — январе 1915 года перевезена по железной дороге в Севастополь. В феврале 1915 года уже выходила в море в район Балаклавы, в марте вместе с подводной лодкой «Сом» перешла в Одессу, в июле — перешла в Николаев, откуда в течение 17-24 августа по железной дороге перевезена в Петроград. К 26 сентября собрана, приступила к испытаниям. До 1 мая 1916 года использовалась для дозорной службы в южной части Ботнического залива, базировалась на Мариехамн. Затем, с некоторыми перерывами, входила в состав Учебного отряда подводного плавания, базировалась на Ревель.
Революцию встретила в Ревеле, находилась в капитальном ремонте. 24-25 февраля 1918 года в разобранном виде захвачена в Ревеле немецкими войсками, после чего была вывезена и разделана на металл.